# 三監の乱
三監の乱（さんかんのらん、三監之亂、拼音: Sān Jiàn zhī Luàn）は、紀元前1042年から紀元前1039年にかけて発生した反乱。周公旦に不満を抱く管叔鮮・蔡叔度・霍叔処等の兄弟や、殷の遺民などが起こした。
殷王朝の滅亡後、周の武王は自身の弟である管叔鮮・蔡叔度・霍叔処を殷の故地に封じ、殷の遺民を監視させた。これを三監と呼ぶ。武王は若くして崩御し、幼い子の成王が即位して、武王の弟である周公旦が摂政となった。ところが、三監は周公旦が成王から王位の簒奪を目論んでいると考え、反発した。三監は、独立志向的な多くの東方諸侯や殷の遺民とともに、滅亡した殷王朝の王子で、東方に封じられていた武庚を盟主に仰ぎ、これに東夷や淮夷等の異民族も加わり、周公旦に対する反乱を起こした。周公旦は反乱を鎮圧するために「東征」と呼ばれる遠征を行い、3年で反周王朝勢力を破り、首謀者らを誅殺し、あるいは失脚させた。この結果、周王朝は中原を支配下に組み入れ、封建制を確立した。
アメリカの中国史研究者であるエドワード・ルイス・ショーネシーはこの反乱を、「西周王朝の存続に対する危機であるのみならず、中国という国家のその後の歴史をも左右するほどの事態だった」と評価している。

## 背景

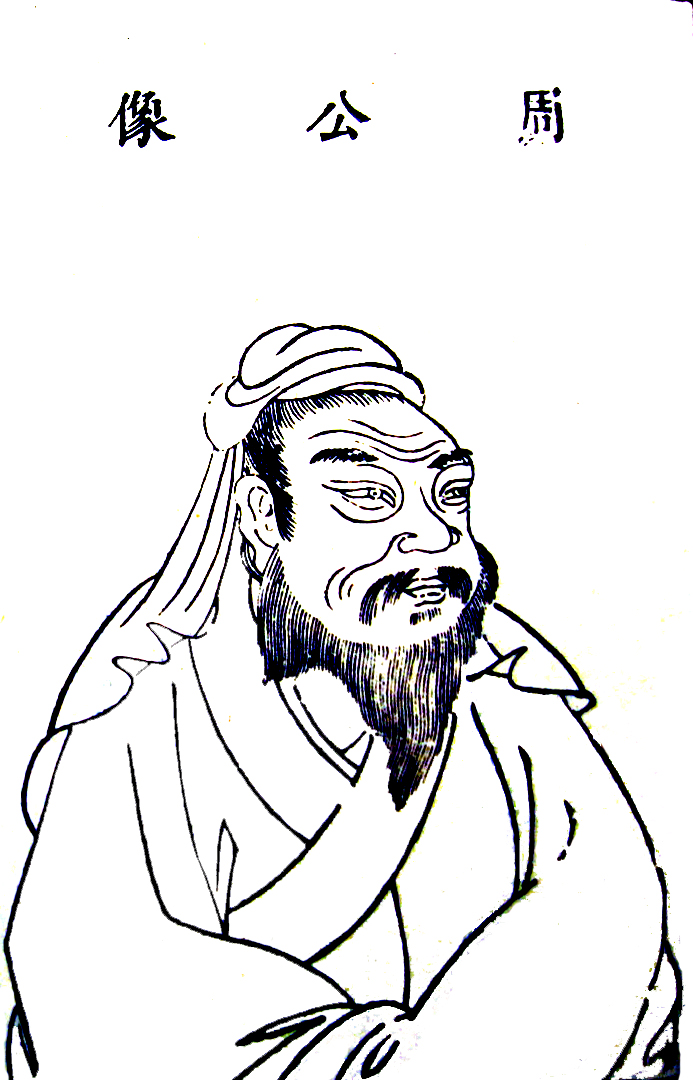
周公旦

紀元前1059年、水星・金星・火星・木星・土星が中国北部の北西の空に集まるという非常に珍しい現象が起きた（この現象は合と呼ばれる）。これを周の人々は非常に重要な兆候であると受け止め、周が天命を受けたと考えた。殷王朝の有力な諸侯である周の君主姫昌は、王号を用いて文王と名乗り、殷王朝から独立し、中華を統一するための戦争を始めた。周は文王のもと、渭水渓谷周辺の周を取り囲む諸侯を討伐した。文王の死後、子の武王は殷王朝を牧野の戦いで打ち負かし、殷の都の殷墟を陥落させた。
周王朝は殷王朝の統治に取って変わったが、その基盤は盤石といえるものではなかった。中原の諸侯は殷王朝の復活を望まなかったものの、東方の諸侯は多くが未だ殷王朝に忠誠を誓っていて、殷王朝の側から見れば「野蛮人」とも言える新しい支配者、すなわち周に服従しなかった。このため、周の武王は最後の殷王である紂王の子である武庚を殷に封じ、東方の領主とすることで、統治の安定を図った。さらに、殷の遺民による反乱の発生を警戒して、武王の弟である管叔鮮・蔡叔度・霍叔処の3人に、武庚の統治の補佐と、殷の遺民や東方諸侯の監視を行わせた。そのため、管叔鮮・蔡叔度・霍叔処は三監とも呼ばれる。当時、現在の山東省に位置する東方の諸部族や諸侯は、殷の地盤とも呼ぶべき勢力であった。彼らは2世紀以上に渡り、殷王朝の同盟者や家臣であったため、殷王朝と文化的・政治的な結びつきが強固であった。その中で、現在の山東省南部（現在の臨沂市郯城県）に位置する薛は、長い間殷王朝からの独立を求めて戦っていたため、周王朝の台頭を歓迎した。
牧野の戦いで殷を破った後、武王は西の首都鎬京へ戻り、そこで周公旦と召公奭をそれぞれ太師と太保に任命した。そのため、2人は初期の周王朝で最も強力な発言力を持つこととなった。
武王は紀元前1043年に崩御し、長男の姫誦（成王）が王位を継いだ。周公旦が、成王は幼年であり政務を執れないと主張したとも言われるが、これが史実であるかは検討の余地がある。いずれにしても、周公旦は成王の摂政となり治世を主導した。これには批判もあったものの、周公旦は権力を確立しし、自身を事実上のリーダーとして、召公奭と成王の3人で三頭政治を行った。東方の三監はこれを、周公旦による王朝の乗っ取り・王位の簒奪であるとして反発した。この批判は妥当なものではなかったかもしれないが、少なくとも年功序列から言えば、周公旦の兄である管叔鮮が摂政となるのが順当であった。中国史研究者の李峰は、西周時代における中央と東方の情報伝達には、河南省西部の険しい山岳路を通過するため40日から60日かかるとし、このことが「東方に任じられた三監と、中央政権との間にコミュニケーション不全と不信」を引き起こしたとする。このような背景のもと、周公旦が摂政に就いて2年目の紀元前1042年に、管叔鮮と蔡叔度は、殷の武庚やその支持者とともに反乱を起こした。

## 戦いの経過
反乱を起こした管叔鮮と蔡叔度はまず、周公旦への対抗を大義名分に、三監の残る一人、霍叔処を取り込んだ。彼らと殷の遺民の反乱軍には、南東部に位置する多くの独立志向の諸侯も加わった。周王朝の東方領域の多くの諸侯は、周王朝に反対して立ち上がった。それらの諸侯の中には、戦略的に重要な地域を支配している国もあった。例えば、反乱軍に加担した應は、洛陽平原につながる潁河渓谷の出口の近く、南陽盆地の入口のすぐ近くにあり、長江中部への道路を管理していた。さらに、反乱軍はいくつかの外部の同盟国を得ることができた。殷の強力な支援者である薄姑と奄に率いられ、山東省の諸侯国のほとんどは反乱軍の勢力に加わった。また、淮河地域を支配し、周や殷とのつながりがほとんどない淮夷族さえもが反乱軍に加わった。それらの中には徐も加わっていて、周王朝の最大の敵の1つにまで成長した。
しかしながら、東方の諸侯も全てが反乱に加担したわけではなかった。微子啓率いる宋や、召公奭の子の燕侯克率いる北燕 等は周王朝に味方した。また前述した東夷の薛も殷王朝の復活を望んでいなかった。『史記』は周王朝側に助勢した諸侯として斉と魯を挙げているが、同様の内容を示す文献などの考古学的資料が存在しないため、これが史実であるかは不明である。
反乱が周王室に伝えられると、成王は鎮圧するかどうかを決めるために卜占を行った。結果は「吉」と出たが、側近のほとんどは、鎮圧の難しさと、民心が安定していないことを考慮して、無視するように進言した。成王は困難であることは認めながらも、卜占の結果、すなわち天命に反することを拒んだ。このとき、東方の制圧に熱心な周公旦は、おそらく周成王の決定を支持しただろうと考えられている。
周王朝は自らの軍勢を動員するために多くの時間を必要とするだけでなく、渭水谷を越えて東方に進軍するためには短くとも2ヶ月は必要であったため、反乱の初期において、東方の周王朝派の諸侯は、多勢である周囲の反乱側諸侯との戦闘に耐えなければならなかった。このため、反乱軍はほぼ1年間、抵抗らしい抵抗を受けなかった。しかしながら、長い期間を経て準備を整えた周公旦と召公奭は、反乱鎮圧のため2度目の「東征」を開始した。なお、当時の青銅器の碑文には、成王自身が司令官として討伐軍を率いたと記されていて、王が幼年であったとする後世の史書を否定する材料となっている。
討伐軍は文王・武王の軍師であった太公望の支援を受けて、反乱の2年目には激しい戦いの後に殷の遺民の軍を駆逐し、殷を完全に滅ぼすとともに、武庚を誅殺した。また三監の主力軍も敗北し、管叔鮮と霍叔処が捕虜となり、蔡叔度は亡命したか追放された。管叔鮮は処刑され、霍叔処は爵位を剥奪した上で平民に落とされた。周公旦は勝利の後も、周王朝の辺境に位置するの反乱軍の同盟国に更なる圧力をかけ、討伐を行った。反乱軍の敗北後すぐに、周王朝軍は現在の山東省に進軍し、周公旦は自ら軍を率いて逄と薄姑を討伐した。奄も周王朝軍によって攻撃されたが、この時は抵抗することができた。3年目には、成王と周公旦が率いる周王朝軍が淮族に対して遠征を行い、その後再び奄を攻撃し、ついにこれを下した。この結果、周公旦の軍勢は東方沿岸の諸部族を全面的に支配下に組み込み、周王朝の領域を大幅に拡大することになった。

## 影響

### 周王朝の改革

西周の封建制による領域

反乱後、周公旦は周王朝を安定させるため諸侯を再編し、新しい封建制を確立した。周王朝の領土のうち、3分の2には周王朝の親族や、忠実な家臣を封じた。殷王室の一族とその同盟国は遠くの領地に移され、周王朝を脅かす存在ではなくなった。周王室の一族が封じられた領地は、基本的には中国北部の2つの戦略的に重要な地点である黄河と太行山脈に沿った地域であった。「封建システムは統治の基盤であるとともに、周王朝にとって最大の業績となった」のである。反乱に参加した管・奄・薄姑・ 蔡は滅亡したが、後者は後に復活することなった。奄と薄姑の領地は、新しく封じられた魯と斉によって併呑された。殷の領土は分割され、一部は衛に統合され、殷の移民らは武庚の叔父（紂王の異母兄）である微子啓に与えられた。微子啓は武庚の叔父であったが、反乱中も周王朝に忠実であったため、殷の人々の古代文化の中心地である 、宋に封じられた。周王朝はいくつかの新しい諸侯国を成立させると同時に、敵対的な東夷と淮夷を抑圧するため、東方において急速な植民を開始し、周族の移住と新都市建設を行った。結果的に、三監の乱は周王朝と東方の異民族や諸侯との軍事的な紛争の契機となり、この争いは紀元前771年に申侯の乱で西周が滅亡するまで続いた。
また、周公旦は周王朝の支配領域が広くなりすぎたため、西にある周の王都鎬京からは東方を支配できないと考え、東方を統治するための副都を建設したとされる。その副都（成周/洛邑）は現在の洛陽の近くにあったと言われるが、実際に1つまたは2つの都市が建設されたかどうかは不明確である。

### 政治的な影響
諸侯領の再編、副都の建設、東方の植民は周王朝の統治を強化・安定させた。それと同時に、周公旦はソフト面での反乱対策として、天命の概念を説いた。天命は、周王朝を道徳的かつ宗教的に正当化するものとして宣伝された。強力な権限を手に入れた周王朝は繁栄と拡大の時代に入り、紀元前965年から紀元前957年の対楚戦争によって弱体化するまで続いた。三監の乱での周公旦の勝利により、周の成王と召公奭は、3年間周王朝を統治した。しかし、周公旦と召公奭は、正しい政府の在り方について対立した。周公旦は実力主義制を主張し、召公奭は反乱を防ぐためにも王室に権力を残す必要性があると主張した。おそらくこの対立の結果として、周公旦は紀元前1036年に政治から引退した。政治の実権を成王に返上し、召公奭を周王朝一の権力を持つ者として残した。
同時に、武庚の反乱の失敗とその後の殷の完全な滅亡により、殷王朝の復活は現実的なものでなくなった。しかし、天命を用いた周王朝の正当化が行われても、殷王朝の残党勢力の周王朝への抵抗は、三監の乱後も続いた。60年後の紀元前979年ごろ、成王の後継者である康王の代に、周王朝と山西省の鬼方、陝西省の邶間で戦争が勃発した。邶は邶伯の下で殷の遺民によって支持されたと伝えられていて、おそらく殷王朝の復活のために戦っていたと思われる。然し、反乱は局地的で小規模のものであったので、殷の残党勢力は二度と周王朝に深刻な打撃を与えることは無かった。

### 反乱後の評価
周公旦は後に「知恵と謙虚の模範」として崇拝され、孔子によって「偉大な師範」と尊敬されたため、周公旦に対する反乱である、三監の乱は非難された。三監らは周公旦の徳によって敗北した「年老いた悪人」と見なされた。この解釈は何世紀にも渡って、反乱の道徳的見地を支配してきた。反逆者に対しては一般的に否定的な見方をされるが、三監に対して再評価を試みようとしした学者もいた。三国時代の有名な文人である嵆康は管叔鮮と蔡叔度についての論文を記し、反乱した兄弟について周公旦の「摂政に相応しい知恵を持つか試すという誠実な理由」があると論じた。嵆康は魏（曹魏）の勤皇家として、三監の乱と寿春三叛を結びつけて、反王朝勢力を非道な摂政（周公旦と司馬懿）と戦った忠実な勢力と見なしている。

## 異説
清華簡『繋年』第3章には『史記』等とは異なる三監の乱が記述されている。その記載は
周武王既克殷，乃設三監于殷。武王陟，商邑興反，殺三監而立彔子耿。成王践伐商邑，殺彔子耿，飛廉東逃于商蓋氏，成王伐商蓋，殺飛廉，西遷商蓋之民于邾吾，以御奴且之戎，是秦之先，世作周危（衛）。周室既卑，平王東遷，止于成周，秦仲焉東居周地，以守周之墳塋，秦以始大。
となっている。これに従えば反乱の主体は三監ではなく商邑（殷の遺民）であることになる。三監は反乱の加害者ではなく被害者となっていて、反乱によって殺害されたとされている。また、反乱の鎮圧には周公旦ではなく成王自らが当たっている。さらに三監が管叔鮮・蔡叔度・霍叔処であったとも記されていない。
太保簋によると王（成王）が彔子聖を伐ったとあり、太保（召公奭）に討伐の命を出したとある。卿盤によると周公旦は商邑討伐の1将として参加したとある。
三監の乱は管叔鮮・蔡叔度と周公旦の対立によるものと考えられていたが、繋年や金文にはそのような記載は無い。